# Episodi di Black Sails (seconda stagione)
La seconda stagione della serie televisiva Black Sails, composta da 10 episodi, è stata trasmessa dal canale statunitense via cavo Starz dal 24 gennaio al 28 marzo 2015.
In Italia, la stagione è andata in onda in prima visione sul canale satellitare AXN, a meno di 48 ore di distanza dagli Stati Uniti, dal 2 febbraio al 30 marzo 2015. È stata trasmessa in chiaro dal 9 marzo al 7 aprile 2016 su Rai 4.
A partire da questa stagione entra nel cast principale Rupert Penry-Jones. Al termine di questa stagione escono dal cast principale Sean Cameron Michael e Rupert Penry-Jones.
| nº | Titolo originale | Prima TV USA     | Prima TV Italia  |
| -- | ---------------- | ---------------- | ---------------- |
| 1  | IX.              | 24 gennaio 2015  | 2 febbraio 2015  |
| 2  | X.               | 31 gennaio 2015  | 2 febbraio 2015  |
| 3  | XI.              | 7 febbraio 2015  | 9 febbraio 2015  |
| 4  | XII.             | 14 febbraio 2015 | 16 febbraio 2015 |
| 5  | XIII.            | 21 febbraio 2015 | 23 febbraio 2015 |
| 6  | XIV.             | 28 febbraio 2015 | 2 marzo 2015     |
| 7  | XV.              | 7 marzo 2015     | 9 marzo 2015     |
| 8  | XVI.             | 14 marzo 2015    | 16 marzo 2015    |
| 9  | XVII.            | 21 marzo 2015    | 23 marzo 2015    |
| 10 | XVIII.           | 28 marzo 2015    | 30 marzo 2015    |

## IX.
- Titolo originale: IX.
- Diretto da: Steve Boyum
- Scritto da: Jonathan E. Steinberg e Robert Levine

### Trama
Un pirata guercio di nome Ned Low conversa con il capitano di una nave mercantile che ha appena catturato. Il capitano per salvare la sua vita e quella dei suoi uomini rivela al pirata, di Nassau e della presenza a bordo di Abigail Ashe, figlia del governatore del Nord Carolina Peter Ashe. Il pirata però non si fa scrupoli e dopo la conversazione spara al capitano e fa uccidere i marinai del mercantile, risparmiando solo la figlia del governatore che, svenuta, viene trasportata sulla sua nave assieme al carico rubato. Avuto il carico, la ragazza e le carte nautiche per Nassau, Ned Low ordina ai suoi di far rotta sull'isola dei pirati. Giunto a Nassau, il quartiermastro del guercio cerca di vendere il suo carico al Consorzio, ma Eleanor si rifiuta di pagare il carico a prezzo pieno per via dei barili sporchi di sangue, difficili da ricettare per chiunque. Allora l'uomo si reca dal suo capitano, comunicandogli la situazione e questo si reca a sua volta da Eleanor, minacciando di ucciderla la prossima volta che gli farà un affronto del genere.
Nel frattempo i pirati della Walrus, naufragati sulla stessa isola in cui è naufragata la Urca, si rendono conto di essere troppo pochi per affrontare gli spagnoli in uno scontro aperto. Gli spagnoli non si sono ancora accorti della loro presenza. Dufresne, ora a capo della ciurma, propone di riparare la Walrus, tornare a Nassau e reclutare altri uomini per poi ritornare in forze a prendersi l'oro della Urca. Propone anche di riportare indietro Flint e Silver che, non più degni di far parte dell'equipaggio, verranno abbandonati una volta raggiunta l'isola dei pirati. Molti altri uomini però, non sono d'accordo con lui e vogliono giustiziare Silver e Flint, così Dufresne propone con successo una votazione in cui si deciderà il destino dei due uomini. A questo punto Flint interviene e in un discorso convince gli uomini a rimandare la votazione, sostenendo che la Walrus non è in grado di sopportare un secondo attacco e che la loro unica speranza di tornare a casa vivi è rubare agli spagnoli una delle navi da guerra che scorta la Urca, approfittando del fatto che questi sono per la maggior parte sulla spiaggia a sorvegliare l'oro. Il piano di Flint è rischioso e prevede di mandare due uomini in avanscoperta a requisire la nave. Flint si offre volontario per andare in avanscoperta e, con suo disappunto, il secondo uomo a offrirsi come volontario è Silver. Dufresne sussurra a Flint che in caso di successo impedirà la sua morte e quella di Silver, ma che non riammetterà mai i due nella ciurma.
Rimasti soli, Flint rimprovera aspramente Silver: il suo piano originario prevedeva Dufresne come secondo volontario in modo da convincerlo a restituirli il suo ruolo di capitano. Silver cade dalle nuvole e dà del pazzo a Flint, credendo che il suo discorso fosse solo una messinscena per scappare. Facendogli notare che non avrebbero nessun posto in cui fuggire, Flint obbliga Silver a seguirlo sulla nave da guerra da catturare. I due salgono sulla nave, scoprendola piena di marinai spagnoli addormentati nella stiva. Approfittando della situazione, rinchiudono i marinai nella stiva e attirano la vedetta sul ponte per poi ucciderla, ma appena si voltano per dare il segnale ai pirati, devono arrendersi a un gruppo di spagnoli sul ponte che punta dei fucili verso di loro.
Portati in una stanza e legati ciascuno a una sedia, Flint e Silver si trovano al cospetto del nostromo della nave che prima di andarsene fa ai due una proposta:il primo dei due che rivelerà informazioni preziose su di loro e sulle loro intenzioni avrà salva la vita e otterrà la libertà, mentre l'altro verrà torturato e ucciso. A queste parole Silver dice rapidamente il suo nome, quello di Flint, il numero dei pirati sopravvissuti e la loro intenzione di rubare la nave da guerra, ottenendo così la libertà. Invece di andarsene però, Silver colpisce con una bottiglia uno dei tre uomini rimasti a fare la guardia e su consiglio di Flint afferra la pistola sul tavolo e uccide gli altri due. Poi con un coltello libera Flint che sbarra la porta, sottrae una pistola a uno degli uomini caduti e ordina a Silver di frapporre un tavolo fra loro e la porta: presto gli spagnoli arriveranno in massa.
Ben presto alcuni colpi di accetta iniziano a rompere la porta: in una situazione così critica, Flint ha un flashback di quando era James Mc Graw, potente tenente di vascello della marina inglese e di quando ha incontrato per la prima volta Thomas Hamilton, il suo migliore amico. Fortunatamente non sono gli spagnoli a sfondare la porta, ma i pirati che nonostante l'assenza del segnale decidono di intervenire, prendendo il controllo della nave da guerra con la forza e partendo verso Nassau sotto lo sgomento degli spagnoli rimasti in spiaggia.
- Guest star: Roland Reed (Dufresne), Andrew Brent (Capitano Jefferson), Mark Simpson (Primo ufficiale), Tadhg Murphy (Ned Low), Brendan Murray (Meeks), Dylan Skews (Logan), Andre Jacobs (De Groot), Karl Thaning (O'Malley), Lawrence Joffe (Randall), Richard Wright-Firth (Muldoon), Laudo Liebenberg (Dooley), Alistair Moulton Black (Dottor Howell), Richard Lukunku (Joshua), Winston Chong (Joji), Nic Rasenti (Signor Holmes), Paul Snodgrass (Pirata impaziente), David James (Pirata teppista), Robert Hobbs (Jenks), Lise Slabber (Idelle), Graham Lucas (Cassiere del magazzino), Martin Otto (Nostromo spagnolo), Alex An Los (Marinaio spagnolo di grado superiore), Meganne Young (Abigail Ashe).
- Ascolti USA: telespettatori 860 000[3]

## X.
- Titolo originale: X.
- Diretto da: Clark Johnson
- Scritto da: Michael Chernuchin

### Trama
Un membro della Walrus torna inaspettatamente, ma si ritrova crudelmente legato su una spiaggia. Flint, ancora bloccato nelle viscere della nave, elabora un piano per tornare capitano entro due giorni, offrendo a Dufresne indicazioni di una rotta sicura per il galeone. Nel frattempo Silver cerca di rendersi indispensabile ai suoi compagni, dicendo loro i pettegolezzi che la silenziosa presenza di Randall apprende ogni giorno. Meeks chiede a Eleanor di destituire il suo capitano, Ned Low, dal momento che la sua sete di potere sta rendendo l'equipaggio troppo imprudente. Dopo che Jack viene a conoscenza dell'incontro intimo fra Anne e Max, lo accetta e propone poi loro un nuovo sistema di far soldi.
- Guest star: David Dukas (Capitano Hume), Andre Jacobs (De Groot), Roland Reed (Dufresne), Brendan Murray (Meeks), Tadhg Murphy (Ned Low), Lawrence Joffe (Randall), Richard Wright-Firth (Muldoon), Nicholas Pauling (Pickram), John Herbert (Capitano Lawrence), David Butler (Frasier), Greg Melvill-Smith (Ammiraglio Hennessey), Laudo Liebenberg (Dooley), Karl Thaning (O'Malley), Calvin Hayward (Membro dell'equipaggio corpulento), Dylan Skews (Logan), Graham Weir (Capitano Naft), Richard Lukunku (Joshua), Winston Chong (Joji), Norman Anstey (Capitano del mercantile), Nic Rasenti (Signor Holmes).
- Ascolti USA: telespettatori 746 000[4]

## XI.
- Titolo originale: XI.
- Diretto da: Stefan Schwartz
- Scritto da: Brad Caleb Kane

### Trama
Quando Flint ritorna a Nassau per recuperare l'oro, scopre che Hornigold non comanda più il forte sull'isola e decide di ancorare la nave da guerra spagnola nella baia di fronte al forte. Grazie a Max, Jack Rackham non è più un "ammazza-ciurme" e ripristina la sua reputazione ma è preoccupato del fatto che Max stia soggiogando Anne per allontanarla da lui. Successivamente, Vane discute con Ned Low, che odia Eleanor e gli propone un'alleanza per spodestarla. Ma Vane rifiuta l'alleanza, dicendo che odia Eleanor per averlo lasciato ma pensa che sia stupido mettersi contro di lei. A queste parole, Ned Low perde la pazienza e dice di avere un carico prezioso in grado di distruggere Eleanor anche senza il suo aiuto. La discussione spinge Vane ad agire e a escogitare un piano: fingendosi interessato all'alleanza, Vane parla con Low a bordo della sua nave, mentre i suoi uomini si imbarcano sulla nave di nascosto e uccidono i pirati di Ned. Accortosi dell'inganno, Ned attacca Vane che ha la meglio e lo uccide.
- Guest star: Patrick Lyster (Capitano Benjamin Hornigold), Roland Reed (Dufresne), Andre Jacobs (De Groot), Tadhg Murphy (Ned Low), Lawrence Joffe (Randall), Lise Slabber (Idelle), Richard Lukunku (Joshua), Robert Hobbs (Jenks), Dylan Skews (Logan), Meganne Young (Abigail Ashe), Richard Wright-Firth (Muldoon), Sibongile Mlambo (Eme), Nic Rasenti (Signor Holmes), Adrian Collins (Vincent), Tyrel Meyer (Nicholas), Winston Chong (Joji), Laudo Liebenberg (Dooley), Melissa Haiden (Puttana), Patrick Lavisa (Babatunde), Aaron Hinrichsen (Adolescente magro).
- Ascolti USA: telespettatori 691 000[5]

## XII.
- Titolo originale: XII.
- Diretto da: Clark Johnson
- Scritto da: Julie Siege (soggetto); Jonathan E. Steinberg e Dan Shotz (sceneggiatura)

### Trama
Flint si allea con il capitano Hornigold e manda un messaggero da Vane, dandogli un ultimatum per abbandonare il forte. Eleanor cerca di mettere fine al piano di Flint di demolire il forte; tuttavia, la decisione finale resta nelle mani del pirata. Nel frattempo, Vane apprende che il carico speciale di Low è Abigail Ashe, figlia del governatore della Carolina Del Nord, e complotta per riscattarla. Nel frattempo Max ordina a una delle sue prostitute di sedurre un quartiermastro al fine di ottenere per Rackham una nave e un equipaggio, rendendolo così un capitano. Silver, per assicurarsi la sua porzione d'oro, scende sull'isola per scoprire più notizie possibili da riferire alla ciurma ma nel farlo ritrova un vecchio membro dell'equipaggio del Walrus malnutrito.
- Guest star: Meganne Young (Abigail Ashe), Nick Boraine (Peter Ashe), Danny Keogh (Alfred Hamilton), Patrick Lyster (Capitano Benjamin Hornigold), Lise Slabber (Idelle), Andre Jacobs (De Groot), David Butler (Frasier), John Herbert (Capitano Lawrence), Murray Todd (Banditore), Mark Elderkin (Pastore Lambrick), David De Beer (Astante), Lawrence Joffe (Randall), Gavin Werner (Pirata scrutatore), Nicol Ritchie (Mercante umile), Robert Hobbs (Jenks), Francesco Nassimbeni (Messaggero di Flint), Roland Reed (Dufresne), Patrick Lavisa (Babatunde), Graham Weir (Capitano Naft), Kelly Wragg (Alice), Dylan Skews (Logan), Laudo Liebenberg (Dooley), Richard Lukunku (Joshua), Winston Chong (Joji).
- Ascolti USA: telespettatori 752 000[6]

## XIII.
- Titolo originale: XIII.
- Diretto da: Alik Sakharov
- Scritto da: Aaron Helbing e Todd Helbing

### Trama
Non ricevendo risposta, Flint inizia il bombardamento sul forte di Vane. Dopo aver distrutto una parte delle mura, Flint e Hornigold fanno sbarcare i loro equipaggi sulla spiaggia per prendere il forte con la forza. Durante il bombardamento, viene mostrato attraverso una serie di flashback che Flint non solo si è impegnato totalmente nel piano di Thomas Hamilton di riprendere Nassau e perdonare i pirati, ma ha anche iniziato una relazione con lui. Mentre si trova con Thomas, Flint è sorpreso da Lord Hamilton, che spoglia Flint di grado e lo espelle dalla Royal Navy, dando tempo fino a notte per fuggire da Londra a Flint e alla signora Hamilton. Thomas, invece, viene internato in un ospedale psichiatrico. Nel presente, la signora Hamilton, ora signora Barlow, va in città tentando di evitare lo spargimento di sangue della prossima battaglia. E riesce nell'intento, scoprendo da Eleanor di Abigail Ashe, la figlia di un amico un tempo fidato, e convincendo Flint a riportare Abigail dal governatore per legittimare l'esistenza di Nassau al governo inglese, in modo da rendere il piano di Thomas una realtà. La signora Barlow lascia una copia della vita di Marco Aurelio con una dedica a Flint di Thomas, quindi lo lascia nei suoi pensieri proprio mentre Vane irrompe nella stanza con un pugnale per ucciderlo.
- Guest star: Mark Elderkin (Pastore Lambrick), Nick Boraine (Peter Ashe), Patrick Lyster (Capitano Benjamin Hornigold), Robert Hobbs (Jenks), Meganne Young (Abigail Ashe), Craig Jackson (Featherstone), Lise Slabber (Idelle), Lawrence Joffe (Randall), Angelique Pretorius (Charlotte), Andre Jacobs (De Groot), Christopher McArthur (Contrabbandiere), Greg Melvill-Smith (Ammiraglio Hennessey), Danny Keogh (Alfred Hamilton), Patrick Lavisa (Babatunde), Jake Maisel (Ragazzo 1), Martin Van Geems (Larson), Roland Reed (Dufresne), Richard Lukunku (Joshua), Dylan Skews (Logan), Winston Chong (Joji), Richard Wright-Firth (Muldoon), Laudo Liebenberg (Dooley).
- Ascolti USA: telespettatori 750 000[7]

## XIV.
- Titolo originale: XIV.
- Diretto da: Michael Nankin
- Scritto da: Heather Bellson

### Trama
Per proteggere Flint dalla vendetta del suo equipaggio, Billy Bones decide di rimanere in silenzio e di non andare avanti con i suoi piani di vendetta. Tuttavia, in seguito afferma di essere stato catturato e torturato dalla marina britannica, con la possibilità di denunciare Flint in cambio della grazia per i crimini commessi per lui e altri dieci uomini. Flint mette ai voti la proposta di Hornigold di prendere subito il forte, uccidere Vane e razziare l'oro spagnolo e la sua proposta che prevede di restituire prima Abigail Ashe a suo padre nella speranza che il governatore legittimi l'isola dei pirati e non la faccia attaccare dagli inglesi. Intanto, Jack Rackham intraprende il suo primo viaggio come capitano e cattura una nave mercantile, ma la situazione si mette male quando una ciurma di pirati rivali, più numerosi e meglio armati, sale a bordo del mercantile. Il capitano rivale offre a Rackham la possibilità di condividere il bottino ma Rackham, considerato che la spartizione prevede di cedere tutti i beni di valore ai rivali, decide di rischiare uno scontro con l'altro capitano, uccidendolo e convincendo la ciurma rivale ad andarsene a mani vuote.
- Guest star: Craig Jackson (Featherstone), Dylan Skews (Logan), Richard Wright-Firth (Muldoon), Roland Reed (Dufresne), Patrick Lyster (Capitano Benjamin Hornigold), Lise Slabber (Idelle), Angelique Pretorius (Charlotte), Andre Weideman (Linus Harcourt), Meganne Young (Abigail Ashe), Dylan Esbach (Vedetta), Alistair Moulton Black (Dottor Howell), Andre Jacobs (De Groot), Winston Chong (Joji), Richard Lukunku (Joshua), David Dukas (Capitano Hume), Yves Garnier (Quartiermastro della Goliath), Ian Strauss (Capitano della True North).
- Ascolti USA: telespettatori 778 000[8]

## XV.
- Titolo originale: XV.
- Diretto da: Alik Sakharov
- Scritto da: Lisa Schultz Boyd

### Trama
I pirati devono ancora decidere se eleggere Flint o Hornigold come capitano, il che blocca per il momento i piani di Flint. Billy incontra segretamente Dufresne e rivela il suo piano di riunire dieci uomini che si oppongono a Flint per catturarlo e consegnarlo agli inglesi, in modo che possano ricevere tutti la grazia per i loro crimini di pirateria. John Silver viene a sapere che l'equipaggio dell'oro spagnolo è malato e incapace di proteggere il proprio bottino. Ma ordina ai suoi informatori, due pirati di Flint lasciati come sentinelle sull'isola dell'Urca e tornati a Nassau per non contrarre la malattia, di tenere la notizia segreta. Poi contatta Max e Jack Rackham proponendo loro di organizzare una spedizione segreta in modo da prendere l'oro spagnolo senza problemi. Nel frattempo Eleanor tradisce Vane, aiutando Abigail a fuggire e portandola da Miranda in modo da poter attuare il piano della restituzione della ragazza in cambio della grazia per tutti i pirati di Nassau.
- Guest star: Meganne Young (Abigail Ashe), Patrick Lyster (Capitano Benjamin Hornigold), Roland Reed (Dufresne), Adrian Collins (Vincent), Tyrel Meyer (Nicholas), Lise Slabber (Idelle), Richard Wright-Firth (Muldoon), Aidan Whytock (Jacob Garrett), Mat Caldecott (Pirata della rotta), Riaz Solker (Grande cospiratore), Richard Lukunku (Joshua), Winston Chong (Joji), Sibongile Mlambo (Eme), Andre Jacobs (De Groot), Lawrence Joffe (Randall).
- Ascolti USA: telespettatori 632 000[9]

## XVI.
- Titolo originale: XVI.
- Diretto da: Steve Boyum
- Scritto da: Marc Berzenski e Maria Melnik (soggetto); Jonathan E. Steinberg e Robert Levine (sceneggiatura)

### Trama
Quando Dufresne porta a Billy dieci uomini della ciurma disposti a consegnare Flint agli inglesi, Billy rivela loro che non ha alcuna intenzione di tradire il suo capitano e li caccia dall'equipaggio: il suo vero scopo era individuare e cacciare via tutti i potenziali traditori della ciurma. Nel frattempo Flint vince le elezioni contro Hornigold per il ruolo di capitano. Dopo aver perso le elezioni Hornigold lascia Nassau. Anche Flint lascia Nassau e naviga con i suoi uomini verso la Carolina per incontrare il governatore e restituirgli sua figlia; la Carolina è un luogo in cui i pirati sono ritenuti malvagi e l'atteggiamento nei loro confronti è estremamente ostile. Prima di partire con Flint, John Silver discute il piano per il recupero dell'oro spagnolo incustodito con Jack Rackham e il suo equipaggio. La signora Mapleton origlia la conversazione e rivela a Eleanor il piano di Silver di recuperare l'oro, sul quale entrambe concordano che il piano va contro il sogno che condividono per Nassau, ossia di trasformare la città pirata in una città legittimata dagli inglesi. Quando i pirati di Flint arrivano a Charles Town nella Carolina Del Nord, un messaggero impone a Flint di scendere a terra senza il suo equipaggio, portando con sé solo Abigail e Miranda. All'oscuro di tutti, Vane e la sua ciurma hanno seguito la nave di Flint per tendergli una trappola al momento opportuno.
- Guest star: Meganne Young (Abigail Ashe), Fiona Ramsay (Signora Mapleton), Craig Jackson (Featherstone), Adrian Collins (Vincent), Tyrel Meyer (Nicholas), Nick Boraine (Peter Ashe), Tadhg Murphy (Ned Low), Nic Rasenti (Signor Holmes), Danny Keogh (Alfred Hamilton), Lauren McGregor (Giovane padrona), Andre Jacobs (De Groot), Lise Slabber (Idelle), Lars Arentz-Hansen (William Rhett), Johan Esterhuizen (Il Macellaio), Laura Higgins (Esther), David Butler (Frasier), Matthew Oats (Capitano della barca), Richard Lukunku (Joshua), Antoinette Louw (Donna), Lawrence Joffe (Randall), Winston Chong (Joji), Sibongile Mlambo (Eme), Laudo Liebenberg (Dooley), Patrick Lavisa (Babatunde), Richard Wright-Firth (Muldoon).
- Ascolti USA: telespettatori 743 000[10]

## XVII.
- Titolo originale: XVII.
- Diretto da: Lukas Ettlin
- Scritto da: Dan Shotz (soggetto); Brad Caleb Kane (sceneggiatura)

### Trama
Vane attua il suo piano di invadere la nave di Flint, cogliendo di sorpresa Silver. Tuttavia Billy rimane fedele alla causa di Flint, mentre Silver sfugge alla cattura ma rimane a bordo, nascondendosi con un altro pirata. Nel frattempo Dufresne, Hornigold e gli altri traditori uniscono le forze per catturare Eleanor, consegnarla alla marina britannica come ostaggio e ricevere le grazie per i loro crimini. Flint accetta le condizioni di Peter Ashe, il governatore della Carolina, che in cambio della legittimazione di Nassau vuole che Flint vada a Londra per essere processato e che il porto di Nassau sia ispezionato. Ma Miranda si rende conto che Peter era l'unico, oltre lei, a sapere della relazione omosessuale fra Flint e Thomas e che anni prima aveva tradito Thomas, lei e Flint in cambio della nomina di governatore. Intuito questo, Miranda non si fida più di Peter e rifiuta l'accordo con il governatore che fa catturare Flint dalle sue due guardie e fa sparare in fronte a Miranda. Subito dopo Peter annuncia l'esecuzione di Flint. Appresa la notizia dell'imminente esecuzione di Flint, Vane convinto da Billy decide di salvare Flint dalla morte per evitare che la reputazione di Nassau venga distrutta.
- Guest star: Nick Boraine (Peter Ashe), Meganne Young (Abigail Ashe), Lars Arentz-Hansen (William Rhett), Craig Jackson (Featherstone), Russel Savadier (Underhill), Adrian Collins (Vincent), Robert Hobbs (Jenks), Patrick Lyster (Capitano Benjamin Hornigold), Laudo Liebenberg (Dooley), Mark Elderkin (Pastore Lambrick), David Dukas (Capitano Hume), David Butler (Frasier), Matthew Oats (Capitano della barca), Josh Ramsey (Tenente di Baymen), Sibongile Mlambo (Eme), Lawrence Joffe (Randall), Lyle McLeod (Rigger), Mzu Ntantiso (Governante della casa), Nicky Rebelo (Mercante), David James (Pirata teppista), Winston Chong (Joji), Richard Lukunku (Joshua), Roland Reed (Dufresne), Patrick Lavisa (Babatunde), Richard Wright-Firth (Muldoon), Craig MacRae (Yardley).
- Ascolti USA: telespettatori 653 000[11]

## XVIII.
- Titolo originale: XVIII.
- Diretto da: Steve Boyum
- Scritto da: Jonathan E. Steinberg e Robert Levine

### Trama
A Charles Town, arriva il giorno dell'esecuzione del capitano Flint. Lord Ashe gli offre la possibilità di evitare l'umiliazione ma Flint declina, ancora amareggiato da Ashe per la morte della signora Barlow. Tuttavia, l'aiuto per Flint arriva nella forma più improbabile: Charles Vane. Vane, infatti, si presenta in piazza davanti al patibolo e rivela la sua identità. Subito dopo si ritrova con un cappio al collo accanto a Flint. Mentre Flint lo insulta per la sua stupidità, Vane replica di avere un piano. A quel punto gli uomini di Vane lanciano il loro attacco sulla città, Flint e Vane si liberano e Flint uccide Ashe durante la fuga. Entrambi raggiungono la nave e trovano l'equipaggio di Flint che si è liberato e si è ripreso la nave ma Flint ordina di liberare i pirati prigionieri di Vane, realizzando che tutti i pirati devono unirsi contro gli inglesi. Silver, dopo essere stato torturato, è costretto a farsi amputare una gamba. Quando si sveglia dopo l'operazione, Flint va a trovare Silver e lo nomina quartiermastro. Silver, invece, approfitta della morte dei suoi complici e rivela che questi, in cambio di una percentuale d'oro maggiore, hanno informato la ciurma di Jack Rackham che gli spagnoli erano malati e l'oro della Urca era incustodito. Omette però di essere l'ideatore del piano e lo nega quando Flint glielo chiede. Nel frattempo Jack Rackham torna a Nassau e mostra il tesoro dell'Urca a Max.
- Guest star: Meganne Young (Abigail Ashe), Nick Boraine (Peter Ashe), Robert Hobbs (Jenks), Adrian Collins (Vincent), Craig Jackson (Featherstone), Bart Fouche (Kensington), Sibongile Mlambo (Eme), David Butler (Frasier), Lise Slabber (Idelle), Craig MacRae (Yardley), Justin Munitz (Guardia della milizia), Lars Arentz-Hansen (William Rhett), Graeme Bunce (Clerk), Martin Van Geems (Larson), Andre Jacobs (De Groot), Laudo Liebenberg (Dooley), Alistair Moulton Black (Dottor Howell), Oscar Freeman (Ragazzo di strada), Richard Wright-Firth (Muldoon), John Peate (Banditore), Fiona Ramsay (Signora Mapleton), Josh Ramsey (Tenente di Baymen), Winston Chong (Joji).
- Ascolti USA: telespettatori 668 000[12]